# 大和交通 (福井県)
大和交通株式会社（だいわこうつう）は、福井県小浜市に本社を置くタクシー・バス事業者である。タクシー事業の他、貸切バス・路線バス事業（コミュニティバスの運行）も行っている。福井鉄道の完全子会社。

## 沿革
- 1936年（昭和11年）8月27日 - 会社設立。
- 2002年（平成14年）4月1日 - 小浜市コミュニティバス「あいあいバス」の一部路線運行受託と西日本ジェイアールバスの名田庄線を引き継ぎ代替運行。

## 事業所
- 本社： 福井県小浜市遠敷八丁目502-12
- 名田庄営業所： 福井県大飯郡おおい町名田庄三重32-48-1
- 上中営業所： 福井県三方上中郡若狭町三宅92-8-1

## 運行路線
両路線とも、2002年（平成14年）4月1日より運行開始。
- 小浜市コミュニティバス「あいあいバス」一部路線の運行業務を受託している。
- 西日本ジェイアールバスの廃止代替バス「流星バス」（旧名田庄線）の運行。
  - 国・福井県・小浜市・おおい町の補助を受けている旨が記されている[1]。
  - 1月1日〜3日は全便運休する。